# Tide
Tide é o segundo álbum da banda carioca Dr. Silvana & Cia., lançado em 1987 pela gravadora CBS.

## Faixas
| N.º | Título                        | Duração |  |
| 1.  | "Tá Tudo Tão Estranho"        |         |  |
| 2.  | "Madrugada"                   |         |  |
| 3.  | "Respostas"                   |         |  |
| 4.  | "Tide"                        |         |  |
| 5.  | "Fome, Preconceito e Porrada" |         |  |
| 6.  | "Incerteza"                   |         |  |
| 7.  | "A Mulher do Próximo"         |         |  |
| 8.  | "Paquera Informal"            |         |  |
| 9.  | "Claúdia"                     |         |  |
| 10. | "Sai Dessa"                   |         |  |